# Aliados (filme)
Allied (br/pt: Aliados) é um filme de romance anglo-americano de 2016 dirigido por Robert Zemeckis e escrito por Steven Knight. Protagonizado por Brad Pitt e Marion Cotillard, a história se passa durante a Segunda Guerra Mundial.

## Enredo
Em 1942, durante a Segunda Guerra Mundial, o comandante de ala Max Vatan, um piloto da Força Aérea Real Canadense servindo em serviços de inteligência, viaja para Casablanca no Marrocos para assassinar um embaixador alemão. Ele é parceiro de uma lutadora da Resistência francesa chamada Marianne Beauséjour, que fugiu da França depois que seu grupo de resistência foi comprometido e morto.
Os dois se passam por um casal e se aproximam, apesar de concordarem que, em sua linha de trabalho, os sentimentos podem levar à morte. Marianne, que tem a confiança dos alemães, consegue um convite para Max para a festa onde planejam conduzir o assassinato. No próprio dia, eles fazem sexo dentro de um carro no meio de uma tempestade de areia no deserto, sabendo que podem não sobreviver. No entanto, a missão é bem-sucedida e os dois escapam. Max pede a Marianne que vá com ele a Londres e seja sua esposa. Os dois se casam, se estabelecem em Hampstead e têm uma filha chamada Anna, que nasceu durante um bombardeio.
Um ano depois, em 1943, Max fica sabendo do Executivo de Operações Especiais que Marianne é suspeita de ser uma espiã alemã, tendo adotado sua identidade depois que a verdadeira Marianne foi morta na França, e que o embaixador alemão que eles assassinaram era um dissidente que Hitler queria morto. Para testar suas suspeitas, a SOE executa uma operação "corante azul": Max recebe a ordem de anotar uma informação falsa em casa, onde Marianne possa encontrá-la. Se a informação for obtida de transmissões alemãs interceptadas, Max deve executá-la pessoalmente e, se for considerado cúmplice, será enforcado por alta traição . Max é instruído a agir normalmente e não conduzir sua própria investigação.
Desafiador, Max visita um ex-colega chamado Guy Sangster, que conhecia Marianne; no entanto, Sangster, cego na guerra, não pode confirmar sua identidade. Ele revela que o lutador da resistência Paul Delamare, que trabalhou com Marianne na França, ainda está vivo em Dieppe e conseguiu identificá-la. Max encontra um jovem piloto chamado Adam Hunter, dá a ele uma fotografia com uma nota "classificada" - perguntando se a mulher na foto é Marianne Beauséjour - e o instrui a obter uma resposta "sim" ou "não" de Delamare.
Max e Marianne dão uma festa em casa. O comandante de Max, Frank Heslop, chega e diz a ele que Hunter foi morto enquanto esperava no chão pela resposta de Delamare e o repreende por sua insubordinação. Max se pergunta se o que foi dito sobre Marianne é apenas um teste de sua lealdade como parte de uma promoção à Seção V.
Na noite seguinte, Max assume o lugar de um piloto de Lysander e voa para a França para encontrar Delamare, que está detido na delegacia local. Max e a resistência local invadem a prisão local da cidade, mas Delamare está bêbado e de forma pouco convincente verifica a imagem. A demora dá tempo para que o policial francês alerte os alemães, que Max e a resistência conseguem derrotar. Antes de partir, Max é informado por Delamare que Marianne era uma talentosa pianista que certa vez tocou La Marseillaise em desafio aos ocupantes alemães nos primeiros estágios da guerra.
De volta à Inglaterra, Max leva Marianne a um pub local e exige que ela toque piano. Marianne não pode. Ela admite que é uma espiã e encaminhou a mensagem "tintura azul", que Max deixou à vista. Ela afirma que seus sentimentos por Max são genuínos, e que ela foi forçada a voltar a ser uma espiã alemã porque agentes alemães estavam ameaçando Anna.
Max, não querendo matar sua esposa, diz a ela que eles precisam fugir do país. Ele mata os manipuladores de Marianne, uma babá e um joalheiro. Eles dirigem para uma base aérea local, mas Max não consegue fazer o avião pegar antes que Heslop e a polícia militar cheguem. Max tenta defender sua causa perante os policiais, mas Marianne diz a ele que o ama, pede que ele cuide de Anna e depois atira em si mesma. Heslop ordena que os soldados presentes informem que Max executou Marianne de acordo com suas ordens, para que o próprio Max não seja punido. Após a guerra, Max se muda para um rancho em Alberta para criar Anna.

## Elenco
- Brad Pitt - Max Vatan
- Marion Cotillard - Marianne Beausejour
- Jared Harris - Frank Heslop
- Matthew Goode - Guy Sangster
- Lizzy Caplan - Bridget Vatan
- Anton Lesser - Emmanuel Lombard
- August Diehl - Hobar
- Camille Cottin - Monique
- Charlotte Hope - Louise
- Marion Bailey - Mrs. Sinclair
- Simon McBurney - S.O.E. Official
- Daniel Betts - George Kavanagh
- Thierry Frémont - Paul Delamare

## Prêmios e indicações
| Lista de prêmios e indicação | Lista de prêmios e indicação | Lista de prêmios e indicação | Lista de prêmios e indicação | Lista de prêmios e indicação | Lista de prêmios e indicação |
| Premiação                    | Categoria                    | Indicação                    | Resultado                    | R.                           |                              |
| ---------------------------- | ---------------------------- | ---------------------------- | ---------------------------- | ---------------------------- | ---------------------------- |
| Critics' Choice Movie Awards | Melhor figurino              | Joanna Johnston              | Indicado                     | [ 4 ]                        |                              |
| Satellite Awards             | Melhor direção de arte       | Gary Freeman                 | Indicado                     | [ 5 ]                        |                              |
| Satellite Awards             | Melhor trilha sonora         | Allied                       | Indicado                     | [ 5 ]                        |                              |

## Recepção
No consenso do agregador de críticas Rotten Tomatoes diz que o filme "tem seus momentos, mas não alcança o patamar de romance épico de guerra - uma decepção tornada mais profunda pelo talento deslumbrante reunido em ambos os lados da câmera." Na pontuação onde a equipe do site categoriza as opiniões da grande mídia e da mídia independente apenas como positivas ou negativas, o filme tem um índice de aprovação de 60% calculado com base em 258 comentários dos críticos. Por comparação, com as mesmas opiniões sendo calculadas usando uma média aritmética ponderada, a nota alcançada é 6,2/10.